# イリーナ・スコブツェワ
イリーナ・スコブツェワ（ロシア語: Ири́на Константи́новна Ско́бцева, ラテン文字転写: Irina Konstantinova Skobtseva, 1927年8月22日 - 2020年10月20日）は、ソビエト連邦（ソ連）/ロシアの映画女優。

## 略歴
1927年に旧ソ連のトゥーラで、気象学の学者である父コンスタンチン・スコブツェフと公文書調査員の母ジュリア・ニコラエヴナの間に出生。モスクワ大学歴史学部で学び、1951年にモスクワ芸術座に入って演技を学び、1955年に女優として卒業した。
1955年にウィリアム・シェイクスピア原作の『オセロ』のソ連での映画化で、デズデモーナ役で出演し映画デビュー。オセロ役のセルゲイ・ボンダルチュクと共演した。この作品はカンヌ国際映画祭で監督賞を受賞している。
1959年にボンダルチュクと結婚、娘のイェレーナ、息子のフョードルの二子をもうけた。二人とも後に俳優となっている。ボンダルチュクとは彼が監督・主演を務めたレフ・トルストイ原作の『戦争と平和』で夫婦を演じている。『戦争と平和』は米国アカデミー賞外国語映画賞など数々の賞を受賞。
1966年（昭和41年）6月19日、『戦争と平和』第一部の日本公開のため、ボンダルチュク、ナターシャ役のリュドミラ・サベーリエワ、アンドレイ役のヴァチェスラフ・チーホノフと共に日本を訪問した。

## 主要出演作
- 1955年：オセロ（Otello, シェークスピア原作、セルゲイ・ユトケーヴィッチ監督）
- 1960年：セリョージャ（Seryozha, ゲオルギー・ダネリヤ監督）
- 1964年：モスクワを歩く（Ya shagayu po Moskve, ゲオルギー・ダネリヤ監督）
- 1965年：33（Tridtsat tri, ゲオルギー・ダネリヤ監督）
- 1966年：戦争と平和（Voyna i mir, セルゲイ・ボンダルチュク監督）
- 1970年：ワーテルロー（Waterloo, セルゲイ・ボンダルチュク監督）※クレジットなし
- 1973年：エバンス博士の沈黙（Molchaniye doktora Ivensa, ブデミイル・メタルニコフ監督）
- 1974年：行方不明（Sovsem propashchiy, マーク・トウェイン『ハックルベリー・フィンの冒険』原作、ゲオルギー・ダネリヤ監督）
- 1975年：祖国のために（Oni srazhalis za rodinu, セルゲイ・ボンダルチュク監督）
- 1979年：曠野（Step, セルゲイ・ボンダルチュク監督）
- 1986年：ボリス・ゴドノフ（Boris Godunov, アレクサンドル・プーシキン原作、セルゲイ・ボンダルチュク監督）
- 1992年：悪霊（Besy, フョードル・ドストエフスキー原作、ドミートリー・タランキン監督）